# Hans Hach Verdugo
Hans Hach Verdugo (Culiacán, 11 november 1989) is een Mexicaans tennisser.

## Carrière
Hach speelde collegetennis voor de Abilene Christian University. In 2013 werd hij proftennisser maar moest wachten tot in 2018 voordat hij zijn eerste challenger won samen met Luke Saville. In 2020 won hij een challenger samen met de Amerikaan Robert Galloway. In 2021 won hij samen met John Isner de ATP Los Cabos tegen Hunter Reese en Sem Verbeek. Hij bereikte dat jaar ook de eerste ronde op Roland Garros en de US Open. In 2022 bereikte hij de tweede ronde op Wimbledon en won drie challengers.

## Palmares
| Legenda                       | Legenda               |
| ----------------------------- | --------------------- |
| Grand Slam                    |                       |
| Olympische Spelen             |                       |
| tot 2009                      | vanaf 2009            |
| Tennis Masters Cup            | ATP Finals            |
| ATP Masters Series            | ATP Tour Masters 1000 |
| ATP International Series Gold | ATP Tour 500          |
| ATP International Series      | ATP Tour 250          |

### Dubbelspel
| Nr.                              | Datum             | Toernooi      | Ondergrond    | Partner         | Tegenstander in finale             | Score            | Details |
| -------------------------------- | ----------------- | ------------- | ------------- | --------------- | ---------------------------------- | ---------------- | ------- |
| gewonnen finales herendubbelspel |                   |               |               |                 |                                    |                  |         |
| 1.                               | 25 juli 2021      | ATP Los Cabos | Hardcourt     | John Isner      | Hunter Reese Sem Verbeek           | 5-7, 6-2, [10-4] | details |
| verloren finales herendubbelspel |                   |               |               |                 |                                    |                  |         |
| gewonnen challengers             |                   |               |               |                 |                                    |                  |         |
| 1.                               | 30 september 2018 | Tiburon       | Hardcourt     | Luke Saville    | Gerard Granollers Pedro Martínez   | 6-3, 6-2         |         |
| 2.                               | 12 januari 2020   | Ann Arbor     | Hardcourt (i) | Robert Galloway | Nicolas Barrientos Alejandro Gomez | 4-6, 6-4, [10-8] |         |
| 3.                               | 13 maart 2022     | Monterrey     | Hardcourt     | Austin Krajicek | Robert Galloway John-Patrick Smith | 6-0, 6-3         |         |
| 4.                               | 24 juli 2022      | Indianapolis  | Hardcourt (i) | Hunter Reese    | Purav Raja Divij Sharan            | 7-6, 3-6, [10-7] |         |
| 5.                               | 20 november 2022  | Champaign     | Hardcourt (i) | Robert Galloway | Ezekiel Clark Alfredo Perez        | 3-6, 6-3, [10-5] |         |
| 6.                               | 5 februari 2023   | Cleveland     | Hardcourt (i) | Robert Galloway | Ruben Gonzales Reese Stalder       | 3-6, 7-5, [10-6] |         |

## Resultaten grote toernooien
| Legenda | Legenda                          |
| ------- | -------------------------------- |
| g.t.    | geen toernooi gehouden           |
| l.c.    | lagere categorie                 |
| –       | niet deelgenomen                 |
| G       | uitgeschakeld in de groepsfase   |
| 1R      | uitgeschakeld in de eerste ronde |
| 2R      | uitgeschakeld in de tweede ronde |
| 3R      | uitgeschakeld in de derde ronde  |
| 4R      | uitgeschakeld in de vierde ronde |
| KF      | uitgeschakeld in de kwartfinale  |
| HF      | uitgeschakeld in de halve finale |
| F       | de finale verloren               |
| W       | het toernooi gewonnen            |
| w-v     | winst/verlies-balans             |

### Dubbelspel
| toernooi            | 2021 | 2022 |
| ------------------- | ---- | ---- |
| Grandslamtoernooien |      |      |
| Australian Open     | –    | –    |
| Roland Garros       | 1R   | –    |
| Wimbledon           | –    | 2R   |
| US Open             | 1R   | 1R   |
| Statistieken        |      |      |
| titels per jaar     | 0    | 0    |
| eindejaarsranking   | 101  |      |